# Lichter der Vorstadt
Lichter der Vorstadt (Originaltitel: Laitakaupungin valot, internationaler Titel: "Lights in the Dusk") ist ein Spielfilm des finnischen Regisseurs Aki Kaurismäki. Er ist der Abschluss der 1996 mit Wolken ziehen vorüber begonnen und 2002 mit Der Mann ohne Vergangenheit fortgesetzten Trilogie der Verlierer.

## Handlung
Koistinen ist Wachmann in einem modernen Geschäftsviertel von Helsinki, wo die Straßen nachts gespenstisch leer sind. Seine nächtlichen Kontrollgänge führen ihn durch große Einkaufsgebäude. Mit seiner Umwelt kommt er kaum in Berührung. Er tut sich schwer, aus seinem Eigenbrötlerdasein auszubrechen. Von seinen Kollegen wird er geschnitten, wenn nicht gar gemobbt. Er klammert sich an die Vorstellung, als selbständiger Unternehmer in die Branche einzusteigen und büffelt BWL. Sein Antrag auf einen Anschubkredit wird von der Bank jedoch abgelehnt. Seine einzige Bekanntschaft Aila arbeitet in einem Grillimbiss.
Als sich eines Abends die blonde Mirja zu ihm an den Tisch setzt, scheint seine Einsamkeit ein Ende zu haben. Doch Mirja entpuppt sich als Lockvogel einer Verbrecherbande. Auftragsgemäß betäubt sie Koistinen mit einem Schlafmittel und entwendet ihm die Dienstschlüssel, damit ihre Komplizen problemlos ein Juweliergeschäft ausrauben können. Anschließend besucht Mirja ihn unter dem Vorwand, ihm „alles erklären“ zu wollen. Dies scheint ihn jedoch nicht zu interessieren. Er beobachtet, wie sie die Schlüssel und ein paar Halsketten unter einem Sofakissen versteckt. Schicksalsergeben lässt er sich von der kurz darauf eintreffenden Polizei festnehmen und in der Gerichtsverhandlung gibt er Mirja nicht preis. Er wird wegen Beihilfe zum Einbruchdiebstahl zu einer einjährigen Freiheitsstrafe verurteilt. Aila schreibt ihm einen Brief in die Haft, den er ungelesen zerreißt.
Nach der Entlassung findet er Arbeit in einem Restaurant, in dem auch die Gangster verkehren. Als Mirja und der Gangsterboss ihn erkennen, stecken sie der Besitzerin des Restaurants, dass er wegen Diebstahls vorbestraft ist. Er wird sofort entlassen. Zum ersten Mal will er sich wehren, nimmt ein Messer in die Hand und geht damit auf den Gangsterboss und Mirjas Auftraggeber zu. Leibwächter fangen ihn ab. Später sieht man ihn halbtot geprügelt am Boden liegen. Ein Junge, der den Hund der Leibwächter herumführt, sagt Aila Bescheid und führt sie zu Koistinen. Sie reicht ihm die Hand, die von ihm ergriffen wird.

## Zwischen gewohntem Stil und Erneuerung
Nach über einem Dutzend Filmen sieht sich Aki Kaurismäki öfter mit dem Vorwurf konfrontiert, sich zu wiederholen und eine Karikatur seiner selbst zu werden. Sein Stil erscheine manieriert,
er habe sich in den 15 Jahren bis Lichter der Vorstadt nicht weiterentwickelt und variiere nur noch seinen inzwischen uninteressant gewordenen Kosmos.
Auch in Lichter der Vorstadt sind die wesentlichen Elemente eines typischen Kaurismäki-Films vorhanden: Schweigsame Figuren, lange Blicke, lange Einstellungen, melancholische alte Schlager, Ungerechtigkeit. Gute und Böse sind leicht zu unterschieden. In einer trostlosen Umgebung erscheint die Hauptfigur durch ihre naive, romantische Hoffnung sympathisch.
Doch die Bilder sind ungewohnt bunt, einige Innenräume fast Almodóvar-artig gestaltet, wenn auch sehr sparsam ausgeleuchtet. Das zeitgenössische Finnland, das aus den vorangegangenen Werken Kaurismäkis weitgehend ausgesperrt war, erhält diesmal mehr Platz; auch ein dunkelhäutiger Junge taucht auf. Die Hauptfiguren Koistinen und Mirja sind mit gutaussehenden Darstellern besetzt, Kaurismäkis Anti-Diva Kati Outinen hat einen Kurzauftritt als Kassiererin im Supermarkt.
Im Grunde genommen ist das Werk ein Film noir, weil der Held nur verlieren kann. Jeder schikaniert Schwächere, und Koistinen mag sich nicht an diese Logik halten; sein Gang ins Gefängnis, so eine Deutung, bringe ihn nicht um seine Lebenschancen, weil er diese ohnehin nie hatte.

## Hintergrund
Gedreht wurde in Helsinkis Viertel Ruoholahti, in dem in den 1990er Jahren nach dem Wegzug der Industrie (Nokias Kabelproduktion) moderne Glaspaläste hochgezogen wurden, die nun vor allem Technologie-Entwicklungszentren (Nokias Telekommunikation) und Geschäftsräume beherbergen. Nachts leert sich daher das Viertel.
Der Titel des Films spielt auf Chaplins Lichter der Großstadt an. Der Film ist von Kaurismäki als dritter Teil einer Finnland-Trilogie deklariert worden. Der erste Teil (Wolken ziehen vorüber, 1996) behandelt das Thema Arbeitslosigkeit, der zweite (Der Mann ohne Vergangenheit, 2002) die Obdachlosigkeit und Lichter der Vorstadt widmet sich der Einsamkeit.

## Kritik
epd Film sah ein „bestechendes Einsamkeits-Porträt und anrührendes Liebesmärchen, im Gewand eines cool nach Kaurismäki-Art erzählten Krimis.“ Die FAZ war zwar nicht erfreut über Kaurismäkis immergleichen Stil und seine ungerührten Helden, doch in seiner todtraurigen Verzweiflung habe der Film eine stumme Größe, die es mit den Film-noir-Vorbildern aufnehmen könne. Die taz konstatierte zustimmend, dass der Film die strukturelle Gewalt, die Menschen anderen Menschen antun und die Entsolidarisierung der Gesellschaft offenlege. Nach der Kritik der Welt gibt es „kein angestrengtes Hinguckenmüssen, sondern die wohlige Rückkehr an einen längst vertrauten Ort.“ Dieser Film Kaurismäkis sei mit seinen erneut vorgetragenen, ewig gleichen Figuren und Schauplätzen „eine Selbstkopie zuviel.“ Sie nannte den Film zögernd Kitsch, weil Kaurismäki wohl glaube, Arme seien bessere Menschen. In der Frankfurter Rundschau wurde der Film zwar positiv besprochen, jedoch als ein „Nebenwerk“ des Regisseurs bezeichnet. Kaurismäki überzeuge mit Lakonik und ausgefeilten Details. Leider werde in der deutschen Synchronfassung die Hauptfigur Koistinen mit einem unangemessenen Pathos gesprochen.
Nana A.T. Rebhan von Arte resümierte: „Kaurismäki inszeniert einen in sich geschlossenen Kosmos, in dem jede Einstellung die Handschrift des finnischen Regisseurs trägt. Seine lakonischen Dialoge, das reduzierte Spiel der Schauspieler und der Soundtrack ergänzen sich hervorragend. Die Architektur des Viertels, in dem Koistinen arbeitet – das Ruoholahti-Viertel in Helsinki – wirkt kalt und menschenleer. Seine Wohnung ist minimal ausgestattet. Das Heim eines freudlosen Menschen, der sein Leben auf die praktischen Aspekte des Lebens - Essen, Trinken und Schlafen - reduziert hat. Mehr braucht Koistinen nicht, mehr erwartet er nicht (mehr) vom Leben. Deshalb fügt er sich auch in sein Schicksal. Er sitzt – wegen Mithilfe zum Diebstahl - zwei Jahre Gefängnis ab, um dann in einem Heim für Männer zu landen, in dem sein Leben auf das absolute Minimum reduziert ist: Es gibt ein Bett, einen Tisch und einen Stuhl – das ist alles.“

## Auszeichnungen
Der Film war 2006 bei den 59. Internationalen Filmfestspielen von Cannes für die Goldene Palme nominiert. Bei der Verleihung des finnischen Filmpreises Jussi gewann er 2007 die Preise für den besten Film, die beste Regie (ex aequo mit Aku Louhimies für Valkoinen kaupunki) und das beste Szenenbild.
Lichter der Vorstadt sollte ursprünglich Finnlands Kandidat für die Oscarverleihung 2007 in der Kategorie Bester fremdsprachiger Film sein. Kaurismäki, der von der zuständigen finnischen Entscheidungsträgern nicht gefragt worden war, forderte allerdings, dass der Film zurückgezogen würde – aufgrund seiner Haltung gegenüber den Vereinigten Staaten und insbesondere gegen ihren Krieg im Irak. Die Einsendung wurde schließlich disqualifiziert.